# Festungspionierschule

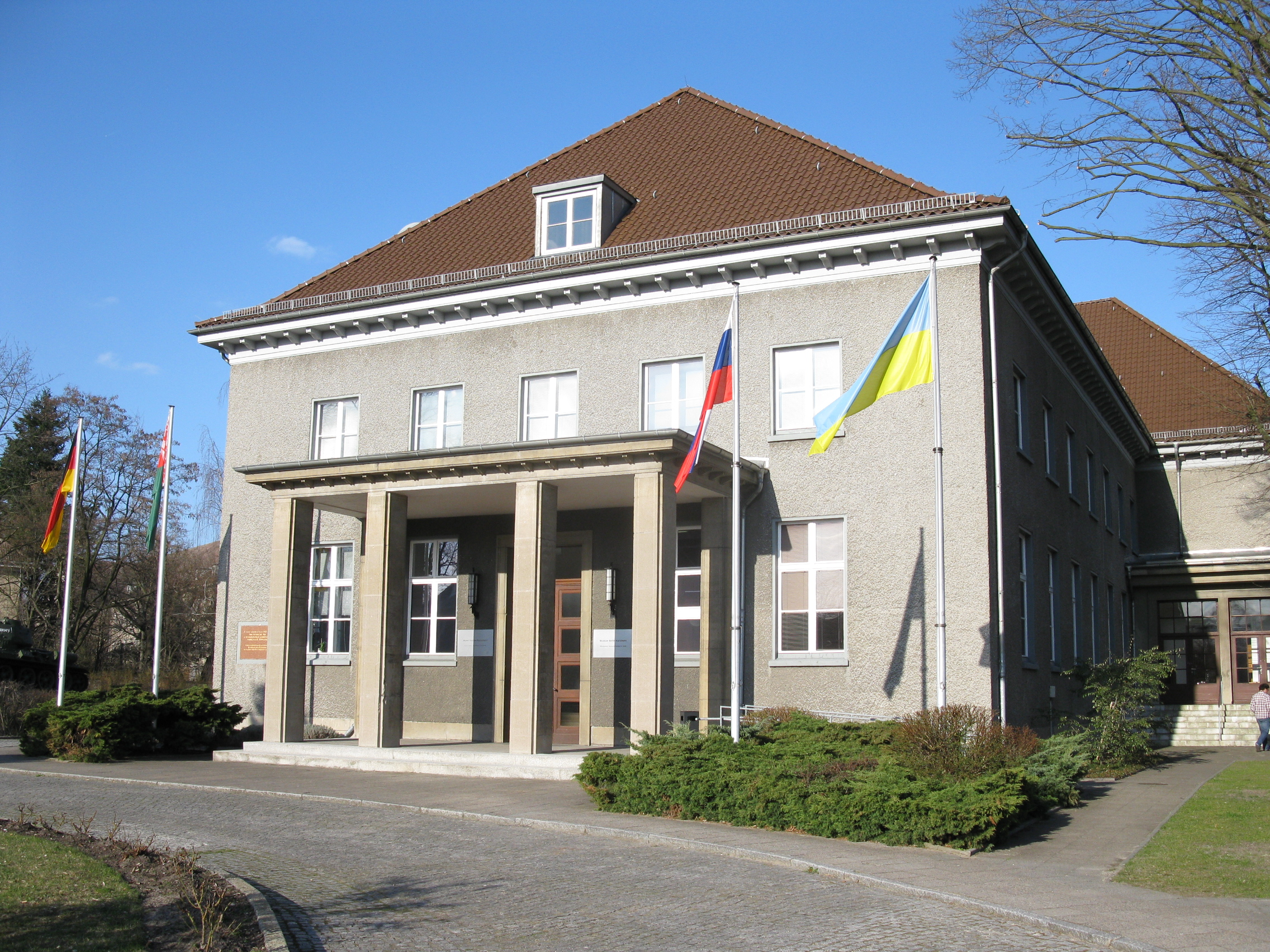
Ehemaliges Offizierkasino, heute Museum Berlin-Karlshorst

Die 1936 eingerichtete Festungspionierschule (auch Pionierschule 1) in Berlin-Karlshorst war eine zentrale Ausbildungseinrichtung für die Pioniertruppe der deutschen Wehrmacht, Hauptquartier der Sowjetischen Militäradministration in Deutschland und Zentrale des sowjetischen Geheimdienstes KGB in der DDR. Heute wird das Gelände vorwiegend zu Wohnzwecken genutzt, im ehemaligen Offizierkasino befindet sich das Museum Berlin-Karlshorst.

## Baubeschreibung
Das gesamte Gelände ist denkmalgeschützt, da es sich um einen der letzten originär für die Wehrmacht errichteten Stützpunkte handelt, der weitgehend unverändert bis heute erhalten ist.
Die Einrichtung wird vom einstigen Hörsaalgebäude dominiert. Vier kleinere Häuser, ursprünglich zur Unterbringung der Lehrgangsteilnehmer sowie als Dienstsitz der Schul-Kommandantur gedacht, das Wohnhaus des Kommandeurs, das Offiziersheim und das Pförtner-Bauwerk vervollständigen das Ensemble. Die Fassaden sind neoklassizistisch gestaltet.

## Geschichte

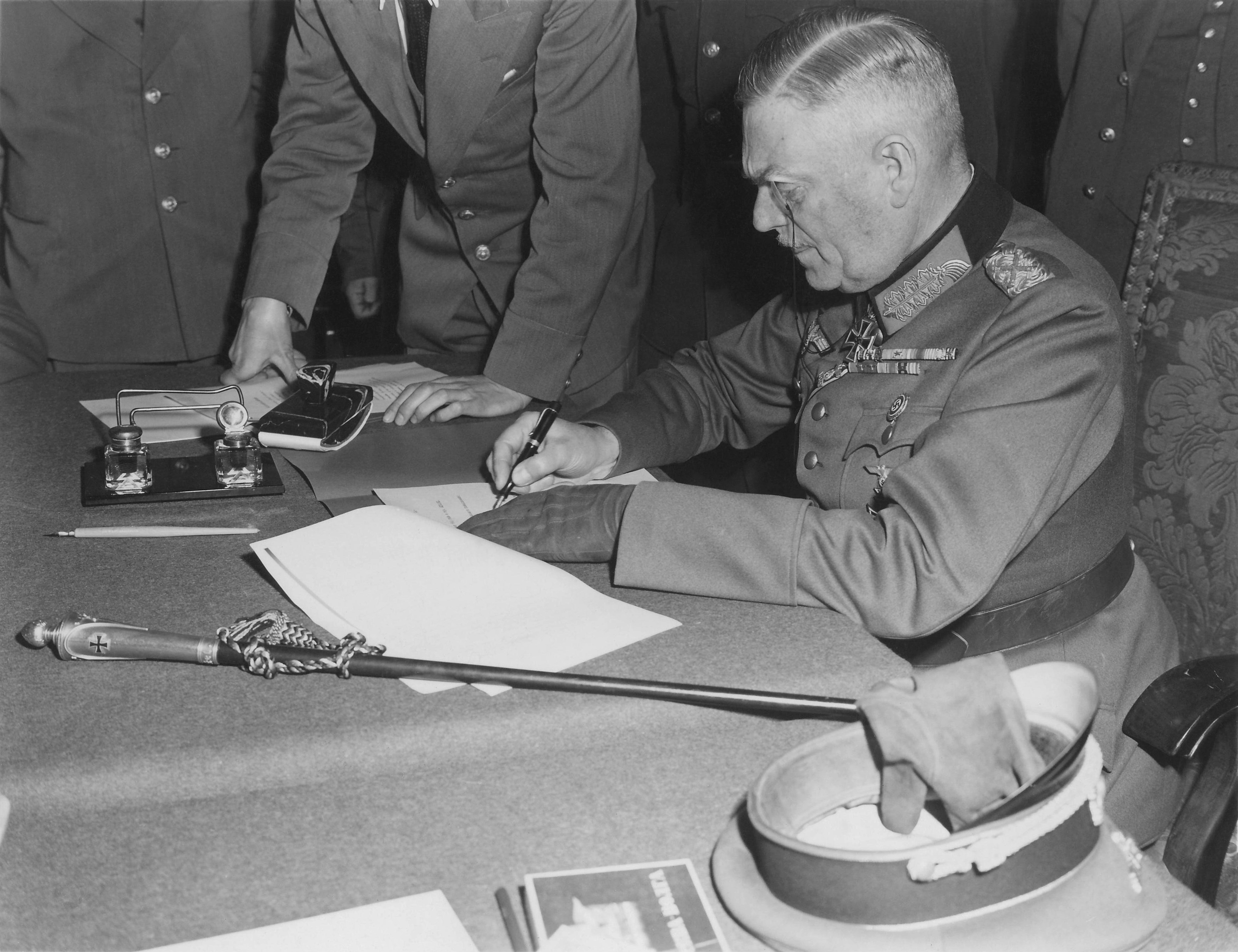
Generalfeldmarschall Wilhelm Keitel unterzeichnet am 8. Mai 1945 die bedingungslose Kapitulation der Wehrmacht im Hauptquartier der Roten Armee

1936 wurde die Schule östlich des Ortskerns von Karlshorst eröffnet. In der Nacht vom 8. auf den 9. Mai 1945 wurde im Offizierkasino, wo sich während der Schlacht um Berlin das Hauptquartier der 5. Stoßarmee der Roten Armee befand, die bedingungslose Kapitulation der Wehrmacht unterzeichnet. Die Gebäude dienten dann bis 1949 als Hauptquartier der Sowjetischen Militäradministration in Deutschland (SMAD) und später bis zum vollständigen Truppenabzug 1994 als weltweit größte Zentrale des KGB außerhalb der Sowjetunion. In den folgenden Jahren standen sie leer.
1998 begann ein Bebauungsplanverfahren, das die Kaserne und weitere umliegende Grundstücke, insgesamt rund 40 Hektar, insbesondere zu Wohnraum für Bundesbedienstete machen sollte. Bald stellte sich jedoch heraus, dass die Nachfrage aus diesem Nutzerkreis gering war, so dass das Vorhaben nie umgesetzt wurde. Es folgten mehrere Planänderungen und politische Auseinandersetzungen zwischen der Bundesrepublik als Eigentümerin, der Berliner Senatsverwaltung und der Denkmalschutzbehörde. In dieser Zeit verschlechterte sich der Zustand der historischen Bauwerke beträchtlich. Der Stand des Bebauungsplans von 2008, der schließlich in die Umsetzung überging, sah eine Gartenstadt mit gemischten Haustypen von Einfamilien-, über Doppel- und Reihenhäusern sowie Blockrandbebauung und Villen sowie vollständiger Beibehaltung der alten Kasernenanlagen vor.
Ebenfalls im Jahr 2008 bot die Bundesanstalt für Immobilienaufgaben das eigentliche, rund 12,5 Hektar große Kasernengelände zum Verkauf an. Das Projektentwicklungsunternehmen „Projekt Rentenvorsorge GmbH“, die mehrfach ähnliche ehemalige Militäranlagen verwertet hat, erwarb das Grundstück für knapp 3,5 Millionen Euro.
Ab Anfang 2010 wurden nach und nach Bauanträge zur Modernisierung einzelner Gebäude gestellt. Parallel begann der Vorab-Verkauf der Wohnungen vornehmlich an Kapitalanleger, aber zu rund zehn Prozent auch an Eigennutzer. Nach der vollständigen Vermarktung der einzelnen Gebäude begannen jeweils die Bauarbeiten.
Trotz des verwahrlosten Eindrucks stellten sich die Bausubstanz und vor allem die massiven Stahlsteindecken der Geschosse als gut erhalten heraus. Insgesamt wurden zehn Gebäude modernisiert und drei neue Häuser errichtet sowie die Außenanlage neu gestaltet. Zu den augenfälligsten Eingriffen am Hörsaalgebäude zählte die Ausstattung jeder eingerichteten Wohnung mit einem Balkon, einer Loggia oder einer Terrasse, die ursprünglich nicht vorhanden waren. Das Dach wurde erneuert, verstärkt und abweichend vom Originalzustand mit zusätzlichen Fenstern versehen. Im Inneren war neben der vollständigen Erneuerung der Haustechnik der Einbau eines Aufzugs im Hörsaalgebäude eine entscheidende Veränderung. Anders als bei vielen anderen Umnutzungsvorhaben, blieb die Raumaufteilung, abgesehen von den großen Hörsälen, weitgehend unverändert. Das betrifft auch die heute unübliche Erschließung über lange Flure. Im obersten Vollgeschoss und im Dach entstanden aber Maisonettewohnungen auf drei Etagen.
Für die gesamte Anlage waren die Bauarbeiten im dritten Quartal 2014 abgeschlossen. In den Altgebäuden entstanden 342 Wohnungen, in den drei neuen Häusern 27. Die Wohnfläche summiert sich auf rund 27.000 Quadratmeter, die einzelnen Einheiten sind zwischen 45 und 184 Quadratmeter groß. Die Umbaukosten der denkmalgeschützten Gebäude betrugen rund 29 Millionen Euro. Die Wohnungen wurden unter dem Namen „Wohnpark Karlshorst“ vermarktet.